# Arkaden
A  Arkaden  é uma galeria comercial do centro da cidade sueca de Gotemburgo, localizada junto à praça de Brunnsparken, no cruzamento da Östra Hamngatan com a Södra Hamngatan.

Dispõe de 24 lojas e restaurantes, em 3 andares. Tem entrada por Brunnsparken, Fredsgatan e Östra Hamngatan. Está vocacionada para os ramos da moda, design e interiores.